# 앙숙
《앙숙》은 1999년 11월 19일에 MBC에서 방영한 베스트극장이다.

## 줄거리
한 아파트에서 이웃으로 살고 있는 민아 엄마(양미경)와 진호 엄마(정경순)는 앙숙이다. 주말 부부인 민아 엄마는 컴퓨터채팅에 빠지고 진호 엄마는 아들 과외비를 마련하려고 파출부 일에 나선다. 그런데 공교롭게도 진호 엄마가 민아 엄마의 컴퓨터채팅 상대인 최 실장의 집에서 파출부 일을 시작하게 되고 두 사람은 서로의 비밀을 알게 된다.

## 등장 인물

### 주요 인물
- 양미경
- 정경순
- 길용우
- 김병세

### 그 외 인물
- 최용민
- 조현숙
- 최세환
- 김용희
- 김나영
- 박지미 : 민아 역
- 김동근 : 진호 역